# Chirpici
Chirpici, din turcă kerpiç,  (regional, în Banat poartă și denumirea de văiugă sau vaiog, din sârbă valjak) este un material de construcție în formă de cărămidă nearsă. Chirpiciul este făcut dintr-un amestec de lut, paie și băligar de cal  și este uscat la soare.

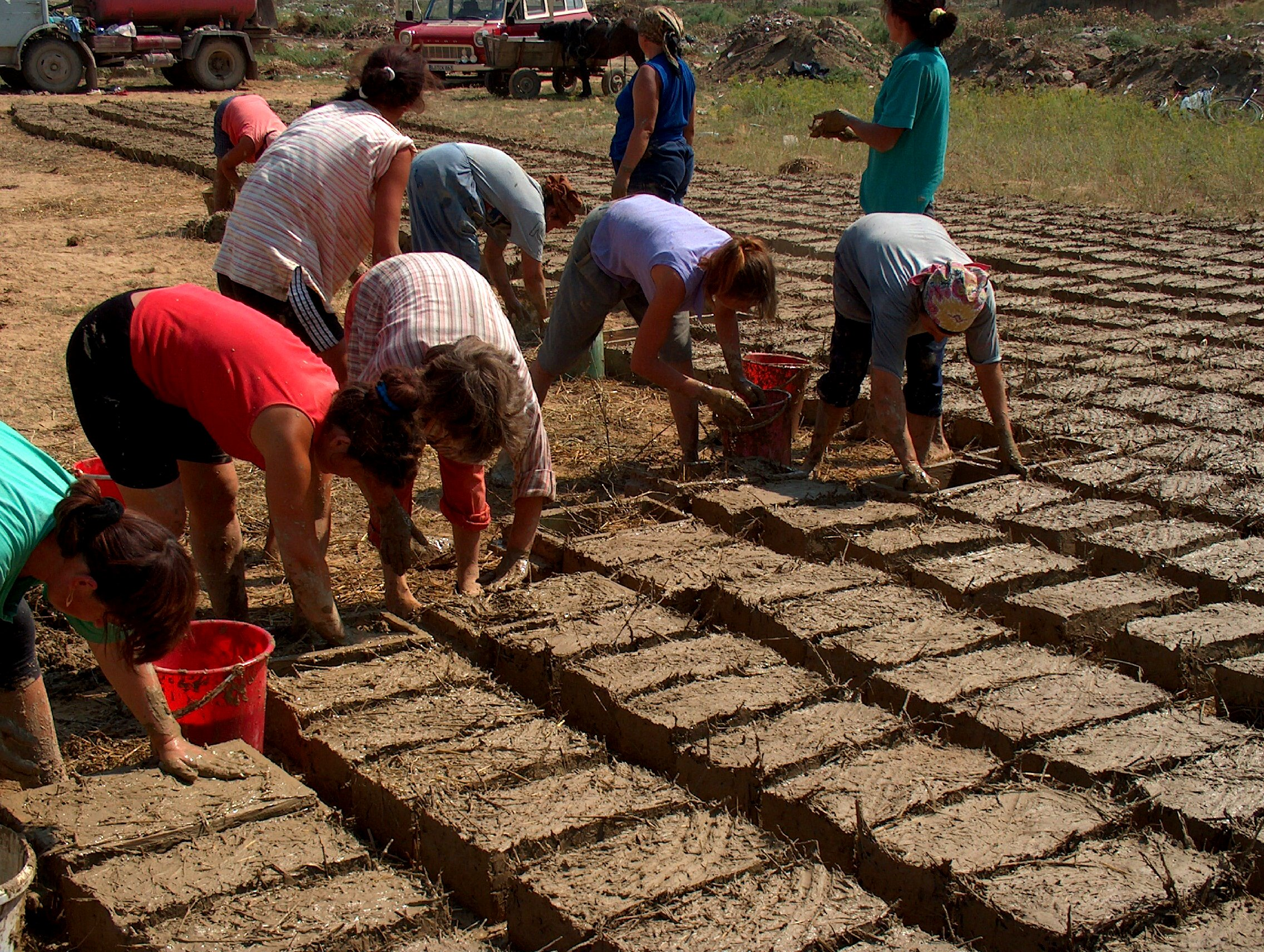
Confecționarea de chirpici în Dobrogea

Deși se consideră că locuințele din chirpici sunt specifice categoriilor sărace ale populației, unii specialiști recunosc că par a fi cele mai sănătoase case și, totodată, cele mai rezistente la cutremure. Chirpiciul este un bun termoizolator, primind căldura cu greutate si cedând-o lent. Lutul și paiele care stau la baza construirii unor astfel de case sunt materiale ecologice, naturale, oferind un mediu interior sănătos.
Casele din chirpici sunt foarte răcoroase vara și călduroase iarna, sunt case care respiră, mai ales cele cu acoperiș de paie și pardoseală de lut naturală, deoarece chirpiciul este un bun material termoizolator.
Normele în vigoare prevăd că locuințele din chirpici au o durabilitate garantată de 20 de ani, dar practica arată că ele pot rezista și 70 de ani, dacă sunt întreținute.
Chirpicii, cunoscuți și ca voioage, pe lângă avantajele evidente de bun izolator termic, au și un mare dezavantaj: sunt sensibili la umezeală, iar la îmbibarea cu apă își pierd capacitatea portantă.
Pentru casele zidite din chirpici se folosește în general ca liant o pastă obținută prin amestecul pământului galben cu apă și, în unele cazuri, și cu adaos de var.
În cursul unor săpături arheologice în localitatea Cecălaca, județul Mureș, la adâncimea de 0,44 m s-a conturat un strat de chirpici, reprezentând urmele unei locuințe din epoca romană.,
La Plenara Comitetului Județean PCR Iași, Ion Iliescu (pe atunci prim-secretar la Iași, în perioada noiembrie 1974 - august 1979), a lăudat virtuțile construcțiilor din chirpici: "De altfel, construcția locuințelor din chirpici este pe linia conjuncturii actuale: facem și economie de combustibil, energie, pentru că nu mai este nevoie să facem cărămidă, confecționarea chirpicilor este mai simplă, mai economicoasă, pot fi realizați prin folosirea căldurii solare". Din păcate, la Cutremurul din 4 martie 1977 multe din casele de chirpici din județul Iași nu au rezistat și s-au dărâmat.
Artistul oltean Cătălin Mihalache, din comuna Milcov a executat bustul din chirpici al Elenei Udrea, dar acesta a fost furat de necunoscuți din curtea artistului.
Cea mai mare structură din chirpici din lume este cetatea antică Arg-e Bam din Iran, aflată pe Drumul mătăsii. A fost construită aproximativ în jurul anului 250 î.Hr., iar în antichitate, în cele 400 de case locuiau circa 11.000 de locuitori. Cetatea a început să decadă după invazia afganilor din anul 1722. În prezent, construcția de chirpici, aflată în curs de renovare, se găsește pe lista Patrimoniului Universal UNESCO. În 2003, un cutremur major a pus la pământ cea mai mare parte din construcții. S-a constat că, în mod surprinzător, acele construcții asupra cărora nu s-a mai intervenit din antichitate au rezistat mai bine cutremurului decât acelea care au fost întreținute și modificate în mod repetat sau restaurate.